# جوان قاولد
جوان قاولد (بالإنجليزية: Joan Gould)‏ هي كاتِبة وصحفية أمريكية، ولدت في 27 فبراير 1927 في نيويورك في الولايات المتحدة.